# Apechoneura tricoloripes
Apechoneura tricoloripes là một loài tò vò trong họ Ichneumonidae.